# Liparis montana
Liparis montana är en orkidéart som först beskrevs av Carl Ludwig von Blume, och fick sitt nu gällande namn av John Lindley. Liparis montana ingår i släktet gulyxnen, och familjen orkidéer.

## Underarter
Arten delas in i följande underarter:
- L. m. maxima
- L. m. montana